# Bernard Cassen
Bernard Cassen (París, 2 de noviembre de 1937-12 de junio de 2025) fue un periodista francés. Fundador de ATTAC y director general del periódico Le Monde diplomatique, desde 1973 hasta enero de 2008.

## Biografía
Desempeñó un destacado papel en la organización del Foro Social Mundial celebrado en 2001 en la ciudad brasileña de Porto Alegre, ubicación escogida por el propio Cassen.